# Golden Brown
Singles de The Stranglers
Let Me Introduce You to the Family
(7 novembre 1981) La Folie
(23 avril 1982)
Golden Brown est une chanson du groupe de rock britannique The Stranglers, sortie en single en 1982 sur le label Liberty, filiale de EMI. Il s'agit du deuxième extrait de l'album La Folie. Les paroles sont écrites par le guitariste Hugh Cornwell et la musique par Dave Greenfield et Jet Black. Ode à l'héroïne et aux femmes, ses arrangements acoustiques et son rythme de valse en font un titre intemporel. Il a la particularité, rare dans les années 1980, d'être interprété principalement au clavecin.
À l'époque de sa sortie, Golden Brown se classe no 2 dans les charts britanniques et représente toujours, pour le groupe, le titre qui a rencontré le plus grand succès mondial. C'est également le disque de la résurrection après une période difficile sur le plan artistique (aucun de leurs six 45 tours précédents n'est rentré dans le top 20), financier (ils sont sortis ruinés de l'enregistrement du précédent album) et personnel (prison, mort de proches).

## Genèse
Au début de l'été 1981, quand les Stranglers commencent à écrire leur sixième album, La Folie, ils ont désespérément besoin d'un hit. Leur précédent opus The Gospel According to the Meninblack, sorti en février 1981 et dont l'enregistrement leur a coûté très cher, est un échec commercial. Par conséquent, les relations se dégradent avec leur nouvelle maison de disques, EMI qui vient de racheter United Artists, le label avec lequel ils avaient signé leur premier contrat en 1976.
Réunis chez Jet Black, dans le sud-ouest de l'Angleterre, ils travaillent sur leurs nouvelles compositions pendant six semaines. Parmi ces titres, Golden Brown va connaître un succès inespéré. Sa genèse - comme ses arrangements - est plutôt atypique pour le groupe : d'une part, c'est l'une des rares compositions du claviériste Dave Greenfield et du batteur Jet Black, d'autre part, elle est issue d'une mélodie que le premier a essayé à plusieurs reprises et sans succès d'insérer dans d'autres titres des Stranglers.
C'est Hugh Cornwell qui, en l'entendant hors de tout contexte, a l'idée d'en faire une chanson à part entière. Il raconte : « En entrant dans la salle de répétition, j'ai entendu Dave jouer. Il ne m'a pas vu, il était en train de jouer cette pièce qu'il essayait de nous refourguer depuis des lustres. Je n'avais jamais entendu ce morceau isolé avant. Je l'avais entendu quand nous étions en train de penser à une autre chanson, comme Second Coming, mais maintenant, je pouvais voir ses qualités. Je lui ai dit : « Dave, c'est une chanson en soi. Nous ne devrions pas essayer de l'inclure dans autre chose. » » Hugh Cornwell écrit alors les paroles en dix minutes.

## Enregistrement

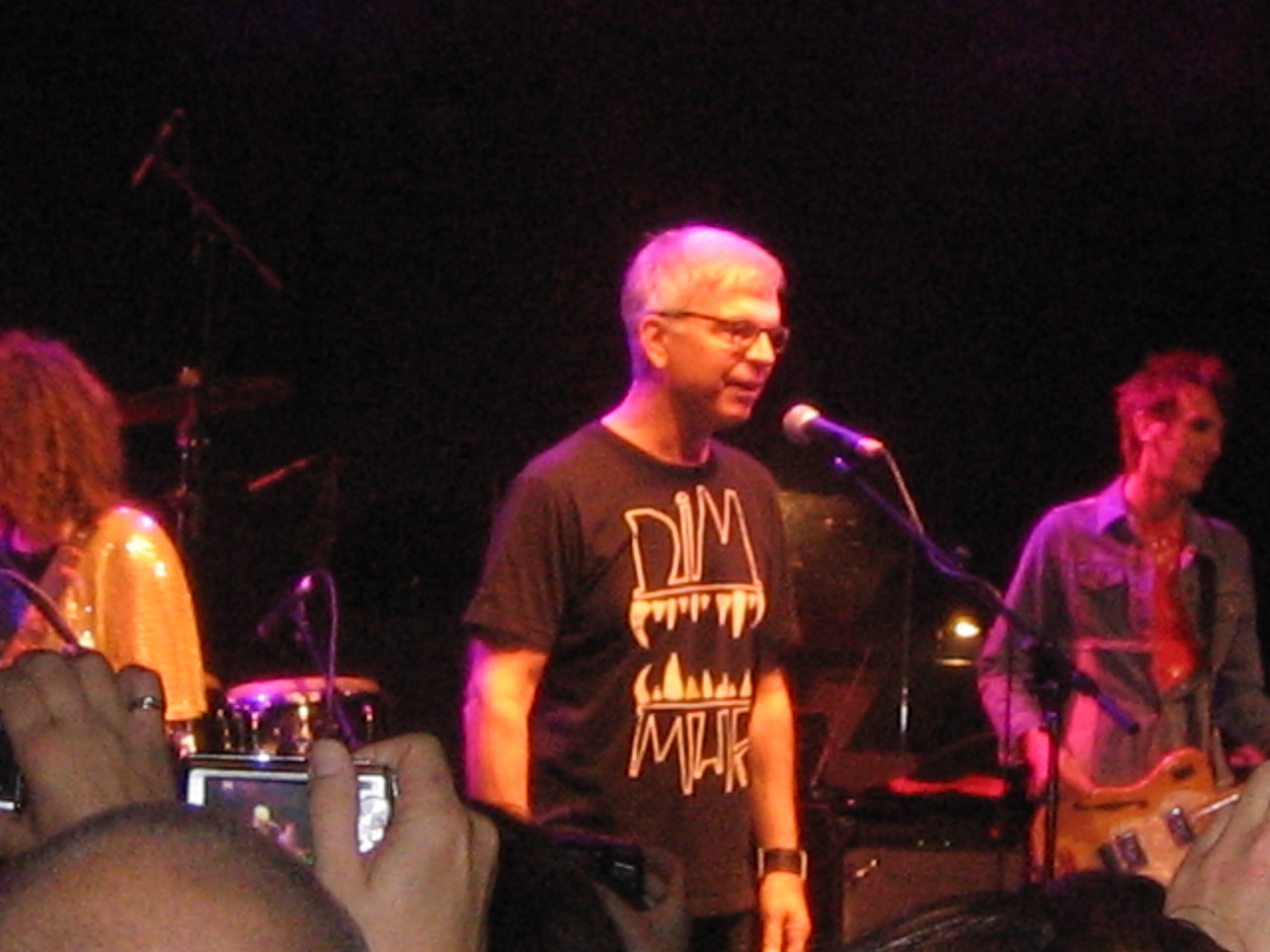
Le producteur Tony Visconti en 2007.

Les Stranglers vont ensuite enregistrer l'album au studio The Manor qui appartient à Richard Branson, le PDG de Virgin. L'enregistrement a lieu du 16 août au 6 septembre 1981. La Folie est produit, comme le précédent, par le groupe aidé de l'ingénieur du son Steve Churchyard.
Il est mixé à Londres, aux studios Good Earth, par un producteur réputé, Tony Visconti, qui vient de produire David Bowie pour la neuvième fois (Scary Monsters, 1980). Le choix s'est porté sur lui à cause de son travail sur les voix qui est jugé excellent par le groupe. Or, comme le dit Hugh Cornwell, « comme la voix est habituellement la première chose que vous remarquez dans une chanson, nous pensions que c'était très important. »
Tony Visconti ne croit pas à Golden Brown, jugeant que la chanson « n'avait pas ce son - batterie noyée dans le reste et basse entraînante et dominante - qui fait les hits ». Néanmoins, à la demande du groupe, il y consacre le temps qu'il passe d'habitude sur les chansons qui sont susceptibles de rencontrer le succès.

## Parution et classement des ventes
L'album La Folie sort le 9 novembre 1981 au Royaume-Uni, précédé par la sortie d'un premier 45 tours, Let me Introduce you to the Family, le 7 novembre. À l'origine, Golden Brown n'était pas destiné à devenir un single ; seul Jet Black y croyait. Mais quand les DJ anglais commencent à le programmer régulièrement à la radio, il fait pression sur leur maison de disques pour qu'elle le sorte.
Le label londonien EMI est réticent à l’idée de sortir le titre, jugé atypique au regard des succès de l'époque et du passé musical des Stranglers. Le groupe doit lui forcer la main en invoquant une clause de son contrat. Le 45 tours sort d'ailleurs en deux fois, une première fois entre Noël et le Jour de l'An 1981, c'est-à-dire à une période qui n'est pas considérée comme très favorable en Grande-Bretagne pour les sorties de disques, et une deuxième fois le 11 janvier 1982. Cela donne au groupe l'occasion de passer deux fois dans l'émission Top of the Pops qui programme les succès, futurs ou avérés, du Top 40 britannique.
Le single entre à la 25e place des charts britanniques le 16 janvier 1982 et grimpe rapidement jusqu'à atteindre la deuxième place, le 13 février, derrière A Town Called Malice de The Jam. Il restera classé douze semaines. Il est ensuite certifié disque d'or le 1er mars 1982. Un remix du titre assorti d'une face B différente échouera à rentrer, à son tour, dans le top 40 en 1991. Mais Golden Brown fera sa réapparition dans les charts britanniques par deux fois, dans les années 1990, à la faveur de reprises (par Omar en 1997 et par Kaleef en 1996).
En France, il n'existe pas encore de classement officiel des ventes mais le titre est programmé régulièrement en radio et commence à faire connaître le groupe. En Belgique, il grimpe à la 7e place. Il fait également son entrée dans d'autres classements européens : no 10 aux Pays-Bas, no 3 en Irlande. En Allemagne, il rentre à la 63e place et ne reste qu'une semaine, parce que, selon Hugh Cornwell, EMI ne fait pas suffisamment de promotion. Le disque rencontre également, ici et là, des problèmes de distribution imputables au label qui n'a pas vu le succès venir et n'a pas fait presser suffisamment d'exemplaires. C'est un des points d'achoppement qui provoquera le départ des Stranglers de EMI pour Epic, cette même année.
Ni l'album, ni le single ne sortent en même temps aux États-Unis et au Canada. Hugh Cornwell expliquera des années après, dans sa biographie, que « le nom des Stranglers signifiait un marché tandis que la chanson elle-même signifiait un autre marché et les gourous du marketing sur place ne purent trouver un moyen de les réconcilier. » Dans un effort pour faire découvrir la chanson au public nord-américain, Epic inclura Golden Brown sur l'album suivant Feline mais n'ira pas jusqu'à le sortir en single.

## Accueil critique
Curieusement, les journalistes britanniques qui ont critiqué l'album avant la sortie de Golden Brown n'ont pas vu l'impact du futur single. Le Melody Maker écrit, en pointant le potentiel de Tramp qui ne sortira pourtant jamais en 45 tours : « Les Stranglers dans le top 20 avec Depeche Mode ? Ne riez pas, ça pourrait arriver. »  Encore moins clairvoyant, Sounds estime : « D'une manière désastreuse, il n'y a pas d'airs - pas un seul en vue. »
Quant au single, il n'est pas mieux accueilli au moment de sa sortie. Le Melody Maker ironise en parlant du « disque qui va transformer les Stranglers en héros cultes pour les fans de Julio Iglesias. » Smash Hits, qui s'adresse à un public d'adolescents fans de pop, ne le critique même pas. Les Stranglers sont considérés comme un groupe à bout de souffle et l'insuccès relatif du premier 45 tours et de l'album n'aide pas les journalistes à réviser leur opinion.
En France, les journalistes se montrent un peu plus clairvoyants. Golden Brown est le premier titre que remarque le magazine Best dans sa critique de l'album (« une merveilleuse ballade dessinée au clavecin »). Tandis que Rock & Folk juge : « J'aime cet aspect un peu suranné des Stranglers, ces accompagnements d'orgue et de clavecin qui rappellent un peu Procol Harum ou d'autres groupes sombres de la fin des Sixties. »
Aujourd'hui, les sarcasmes de la presse britannique n'ont plus cours et celle-ci estime généralement que la chanson est un des plus grands titres des Stranglers. Le magazine Uncut écrit par exemple en 2013 que Golden Brown est « le meilleur moment de La Folie et peut-être l'hymne le plus charmant à la défonce qui n'ait pas été écrit par Lou Reed. Musicalement, il démontrait à quel point les Stranglers avaient évolué. (...) La rage et le venin du punk ont complètement disparu. Cornwell chante joliment. »

## Description musicale

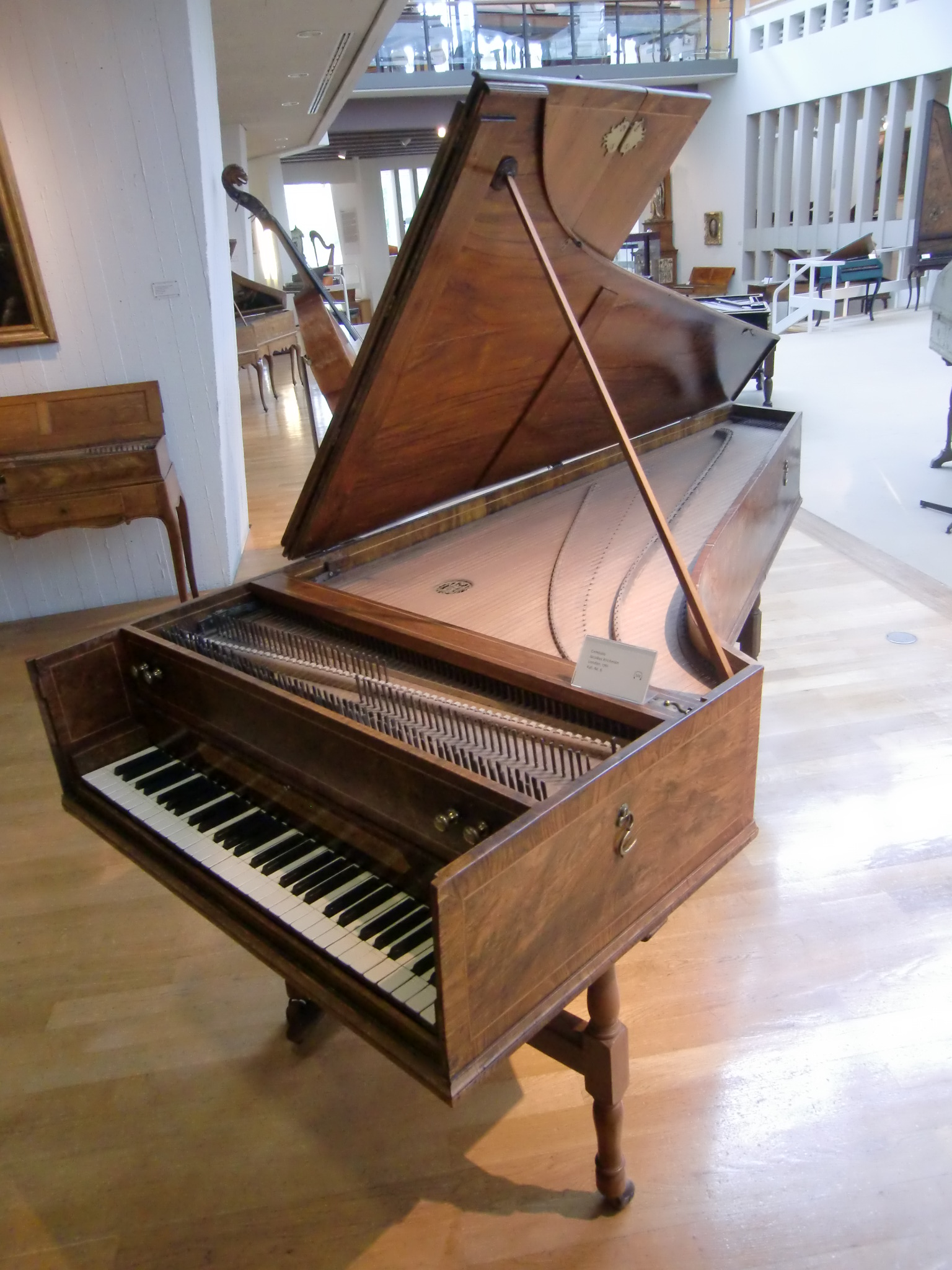
Le morceau est interprété au clavecin par Dave Greenfield

Malgré les apparences, Golden Brown n'est pas une valse au sens strict. En effet, le rythme régulier de cette musique de danse est remplacé ici par une alternance de mesures sur l'intro et le pont (3 mesures en 
 suivies d'une mesure en 
) tandis que les couplets respectent le 
. Vraie ou fausse, ce n'est pas la première valse écrite par les Stranglers ; entre les albums Black and White et Feline, ils en mettent même une par disque et en composeront ponctuellement d'autres par la suite.
Dave Greenfield se sert d'un authentique clavecin pour jouer la mélodie principale et joue la ligne de basse sur un synthétiseur. En effet, Golden Brown est l'un des rares morceaux des Stranglers sur lequel Jean-Jacques Burnel ne figure pas, n'ayant pas pu « trouver quelque chose de créatif à mettre dessus ». Par la suite, lors des concerts, il accompagnera la mélodie à la basse en délaissant le médiator pour jouer au pouce. Comme le remarquent plusieurs critiques, le passé de batteur de jazz de Jet Black ressort dans sa manière de jouer.  Composée de trois couplets suivis d'un pont au cours duquel Hugh Cornwell place un court et délicat solo de guitare, la chanson se termine sur la répétition de la dernière phrase des couplets, à deux voix en canon.
Golden Brown est un morceau très différent du reste de l'album auquel il appartient. C'est aussi un morceau très atypique au vu de la production de l'époque pour trois raisons : c'est une « quasi-valse », elle est jouée principalement au clavecin et assortie d'une partie de batterie qui doit plus au jazz qu'au rock.
Les Stranglers ne sont pas le premier groupe de rock à utiliser un clavecin : un certain nombre de musiciens des années 1960 qui constituent une référence pour les Stranglers, s'en sont servis, notamment The Kinks sur Village Green, The Doors sur Wintertime Love ou Love sur Stephanie Knows Who (ces deux derniers titres étant, en plus, des valses). Mais au moment où le disque sort, c'est un instrument qui est un peu passé de mode, détrôné par les synthétiseurs.
De la même manière, ils ne sont pas les premiers artistes rock ou pop à écrire une valse ou à en détourner le rythme ; outre les deux exemples mentionnés ci-dessus, on peut citer, dans les années 1980, Army Dreamers de Kate Bush, Rebel Waltz des Clash ou Waltz into Mischief de Madness mais très peu de valses ont terminé dans les charts.
Enfin, son instrumentation (clavecin/pas de guitare basse/batterie jazzy) en fait un morceau quasi acoustique à une époque où l'electropop commence à déferler.

## Analyse des paroles
Pendant longtemps, les Stranglers ont été réticents à expliquer de quoi parlait la chanson. Hugh Cornwell va jusqu'à dire que c'est un test de Rorschach auditif, chaque auditeur pouvant y entendre ce qu'il désire. JJ Burnel rompt le secret une première fois auprès de journalistes, en février 1982  mais la peur que le scandale empêche le succès du titre incite les autres à le faire taire. Cela correspond aussi à une volonté du groupe qui n'a jamais fait l'apologie de la drogue. Jusqu'en 2001, on les entendra fournir plusieurs explications toutes plus fantaisistes les unes que les autres : la chanson parlerait de la mauvaise habitude qu'ils ont de faire trop griller leurs toasts, du trou dans la couche d'ozone, de la Marmite, condiment britannique, etc.
L'auteur des paroles finira par s'expliquer dans Song by Song, le livre qu'il a écrit pour expliquer l'œuvre des Stranglers première période : « Golden Brown marche sur deux niveaux. C'est sur l'héroïne et aussi sur une fille. Elle était d'origine méditerranéenne et sa peau était brune et dorée. Ainsi la chanson parlait de la manière dont ma petite amie et l'héroïne me procuraient des moments de plaisir. ».
Les paroles très métaphoriques entretiennent en effet l'ambiguïté mais, comme le souligne le quotidien belge Le Soir, dans le rock, toute chanson comportant le mot brown a de fortes chances de parler d'héroïne. Un certain nombre de vers peuvent être interprétés dans ce sens : Lays me down with my mind she runs (Me repose et emporte mon esprit) ou Through the ages she's heading west (À travers les âges elle prend la direction de l'ouest) tandis que d'autres font allusion à la relation amoureuse du chanteur : On her ship tied to the mast (Sur son vaisseau attaché au mât).
D'une manière générale, La Folie est un concept album sur les différentes formes d'amour : l'amour familial, l'amour des idoles, l'amour de Dieu... mais comme le fait remarquer le biographe des Stranglers, David Buckley, Golden Brown est la seule chanson de l'album qui parle de l'amour en des termes positifs. « C'est une chanson très romantique, dira son auteur : les femmes et l'héroïne représentent l'évasion ultime. »

## Clip

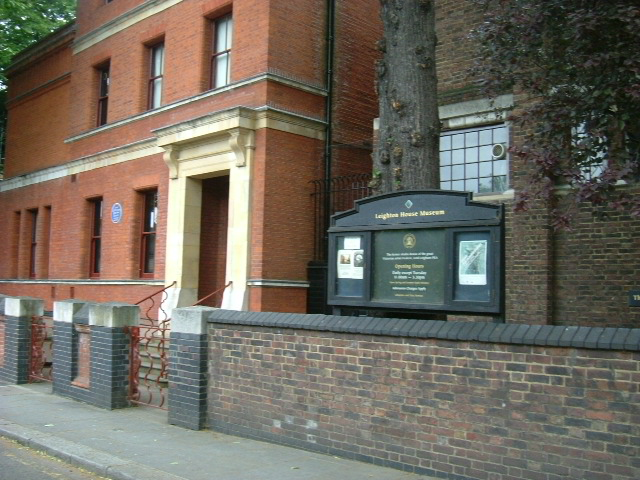
L'entrée du Leighton Museum (Holland Park, Londres) où la vidéo a été filmée.

Pour évoquer ce sentiment d'évasion, les Stranglers choisissent de filmer le clip qui accompagne cette chanson dans un musée londonien dont une pièce est décorée à la mode orientale. Le clip les montre incarnant tour à tour des musiciens de salon interprétant un air pour Radio Cairo et des archéologues penchés sur des cartes et des photos de l'Égypte. Pour évoquer l'intemporalité de la chanson, ils sont habillés à la mode des années 1930.
Entremêlés avec ces images du groupe, des images d'Égypte (felouque, pyramides) et d'Iran (mosquée du Shah) entretiennent le mystère. Qu'est-ce que cette couleur marron doré ? C'est aussi « la couleur du sphinx, celle du désert, des pyramides, du coucher du soleil » selon le magazine Juke-Box qui a choisi la vidéo, en 2005, pour incarner cet âge d'or qu'ont connu les clips dans les années 1980. Révélant un « goût pour le détournement, voire la mystification », Juke Box juge qu'on pourrait croire à « une rêverie sur Isis, la déesse-mère ».
Dirigé par Lindsey Clennell, qui a réalisé le précédent clip du groupe (Who Wants the World ? en 1980), il reflète « la sérénité et la beauté de la chanson » tout en laissant une place à cet humour pince-sans-rire qui est une des marques de fabrique du groupe : attitude d'automate de Jet Black et air détaché de Hugh Cornwell dans les séquences sur les musiciens ou images d'Anglais terrassés par la chaleur dans celles sur les archéologues.
Madness avait par ailleurs peu auparavant proposé une mise en scène vidéo surannée proche pour son titre Night Boat to Cairo.

## Reprises
La diversité des reprises enregistrées illustre parfaitement le succès grand public du titre puisqu'on les trouve dans des genres aussi divers que le jazz (Orphy Robinson), le folk (Emer Kenny, The Wurzels), le RnB (Omar, samples de la chanson insérés dans No More de Jamelia), le rock (The Independents), l'electro (Marian's Joy), la musique classique (King's Singers), le rap (Kaleef), le mento (The Jolly Boys), la MPB (Marcela Mangabeira). Oasis a également produit une chanson (Part of the Queue) dont certains critiques ont souligné la ressemblance avec Golden Brown ainsi que Devendra Banhart dans la deuxième partie du titre Seahorse. Nouvelle Vague, Quantic et Alice Russell et Martina Topley Bird en ont proposé des versions sur scène. À noter également une reprise par Cage The Elephant sur l'album Unpeeled, en 2017.
En 2020, l'artiste anglais Laurence Mason a fait une reprise instrumentale et jazzy de la musique, qu'il accompagne au saxophone. Dans une mystérieuse vidéo sur internet, il publie un montage reprenant une vidéo de Take Five de 1964, et il attribue l'interprétation de Golden Brown à Dave Brubeck (1920-2012) au piano et Paul Desmond (1924-1977) au saxophone. Le but de cette opération était de rendre hommage à Dave Greenfield, clavier des Stranglers emporté par la première vague de la Covid. L'interprétation "à la manière de" et le montage sont tellement bien réalisés, que nombre d'internautes ont cru que les Stranglers avaient effectivement "plagié" le Dave Brubeck Quartet !

## Utilisations
La chanson figure sur la bande originale du film Snatch : Tu braques ou tu raques (2000), mais aussi dans Away We Go (2009) et plusieurs fois dans la saison 2 de la série française Clara Sheller. Il est aussi possible de l'entendre dans l'épisode Metalhead  la série télévisée Black Mirror (saison 4, épisode 5), ainsi qu'à la fin de l'épisode Les Suédois de la série télévisée Umbrella Academy (saison 2, épisode 3). On peut également l'entendre dans la pub Panzani : Toutes ces fois.

## Les différentes versions

### Version de 1982
|            | Face A : Golden Brown | Face B : Love 30 |
| Crédit     | The Stranglers | The Stranglers |
| Producteur | The Stranglers et Steve Churchyard | The Stranglers et Steve Churchyard |
| Mixage     | Tony Visconti | Steve Churchyard |
| Durée      | 3:22 | 3:48 |
| Format     | 45 tours | 45 tours |
| Pochette   | La pochette est marron avec le nom du groupe et le titre de la face A inscrits au recto. Sur la première édition du 45 tours, le lettrage est doré. Sur les éditions ultérieures, le lettrage sera blanc. | La pochette est marron avec le nom du groupe et le titre de la face A inscrits au recto. Sur la première édition du 45 tours, le lettrage est doré. Sur les éditions ultérieures, le lettrage sera blanc. |

### Version de 1991
|            | Face A : Golden Brown | Face B : You |
| Crédit     | The Stranglers | The Stranglers |
| Producteur | The Stranglers et Steve Churchyard | The Stranglers |
| Mixage     | Tony Visconti | |
| Durée      | 3:29 | 3:09 |
| Format     | 45 tours/CD single/Cassette | 45 tours/CD single/Cassette |
| Pochette   | Le recto de la pochette est une photo floue du groupe ; au verso figure une reproduction de La création d'Adam de Michel Ange. Conception : JL/GL Photographie : Peter Ashworth | Le recto de la pochette est une photo floue du groupe ; au verso figure une reproduction de La création d'Adam de Michel Ange. Conception : JL/GL Photographie : Peter Ashworth |

You est issu des sessions de l'album Aural Sculpture qui a été publié en 1984. Les Stranglers prennent également soin de préciser dans leur magazine, que le disque est sorti sans leur autorisation.

### Autres versions enregistrées ou diffusées
Il existe des versions acoustiques live du titre enregistrées par les Stranglers MK IV (Acoustic in Brugge, 2012) ou par Hugh Cornwell (bonus de Hi Fi, version américaine, 2001; In the Dock, 2003). 
Également en 2012, Hugh Cornwell enregistre une version avec un orchestre traditionnel mexicain, les Mariachi Mexteca, qui sort en face B du single God is a Woman, en 2013.
Lors des Proms de Londres en 2013, le groupe interprète la chanson en compagnie du London Sinfonietta sur des arrangements de la compositrice écossaise Anna Meredith. Le concert est diffusé sur BBC 3 et BBC 6. Le groupe l'avait également interprétée en 1997 avec un orchestre à cordes, les Electra Strings ; l'enregistrement figure sur l'album live Friday the Thirteenth.